# Makum
Makum è una suddivisione dell'India, classificata come town committee, di 15.058 abitanti, situata nel distretto di Tinsukia, nello stato federato dell'Assam. In base al numero di abitanti la città rientra nella classe IV (da 10.000 a 19.999 persone).

## Geografia fisica
La città è situata a 27° 30' 0 N e 95° 27' 0 E e ha un'altitudine di 121 m s.l.m..

## Società

### Evoluzione demografica
Al censimento del 2001 la popolazione di Makum assommava a 15.058 persone, delle quali 7.949 maschi e 7.109 femmine. I bambini di età inferiore o uguale ai sei anni assommavano a 1.911, dei quali 1.007 maschi e 904 femmine. Infine, coloro che erano in grado di saper almeno leggere e scrivere erano 10.211, dei quali 5.785 maschi e 4.426 femmine.